# Todd Mission (Texas)
Todd Mission es una ciudad ubicada en el condado de Grimes en el estado estadounidense de Texas. En el Censo de 2010 tenía una población de 107 habitantes y una densidad poblacional de 20,53 personas por km².

## Geografía
Todd Mission se encuentra ubicada en las coordenadas 30°15′39″N 95°49′48″O / 30.26083, -95.83000. Según la Oficina del Censo de los Estados Unidos, Todd Mission tiene una superficie total de 5.21 km², de la cual 5.14 km² corresponden a tierra firme y (1.39%) 0.07 km² es agua.

## Demografía
Según el censo de 2010, había 107 personas residiendo en Todd Mission. La densidad de población era de 20,53 hab./km². De los 107 habitantes, Todd Mission estaba compuesto por el 82.24% blancos, el 2.8% eran afroamericanos, el 0% eran amerindios, el 0% eran asiáticos, el 0% eran isleños del Pacífico, el 3.74% eran de otras razas y el 11.21% pertenecían a dos o más razas. Del total de la población el 16.82% eran hispanos o latinos de cualquier raza.